# Tetranchyroderma swedmarki
Tetranchyroderma swedmarki is een buikharige uit de familie Thaumastodermatidae. Het dier komt uit het geslacht Tetranchyroderma. Tetranchyroderma swedmarki werd in 1968 voor het eerst wetenschappelijk beschreven door Rao & Ganapati. 